# عبد الله بن عمر بن الخطاب
عبد الله بن عمر بن الخطاب (10 ق.هـ - 73 هـ) محدث وفقيه وصحابي من صغار الصحابة، وابن الخليفة الثاني عمر بن الخطاب، وأحد المكثرين في الفتوى، وكذلك هو من المكثرين في رواية الحديث النبوي عن النبي محمد ﷺ. كان ابن عمر من أكثر الناس اقتداءً بسيرة النبي محمد، ومن أكثرهم تتبُّعًا لآثاره. كما كان قبلة لطُلاّب الحديث والفتاوى في المدينة المنورة، وطلاّب العطايا لما عُرف عنه من سخائه في الصدقات، والزهد في الدنيا.
شهد ابن عمر عدداً من المشاهد مع النبي محمد، ثم شارك بعد وفاة النبي في فتوح الشام والعراق وفارس ومصر وإفريقية. ولما قامت الفتن بعد مقتل عثمان بن عفان، وبعد وفاة يزيد بن معاوية، آثر ابن عمر اعتزال الفتن. كان ابن عمر دائمًا محل احترام وثقة المسلمين، فحاول عثمان بن عفان توليته القضاء، وعرض عليه علي بن أبي طالب ولاية الشام، ورشحه أبو موسى الأشعري للخلافة يوم التحكيم بين جيشي علي ومعاوية، إلا أنه اعتذر عن ذلك كله، وحرص على عدم الانخراط في أمور الحكم تجنبًا منه للخوض في دماء المسلمين.

## سيرته

### نشأته
ولد أبو عبد الرحمن عبد الله بن عمر بن الخطاب بن نفيل بن عبد العزى بن رياح بن قرط بن رزاح بن عدي بن كعب القرشي في مكة قبل الهجرة النبوية إلى يثرب بعشر سنين، وهو ابن الصحابي والخليفة الثاني عمر بن الخطاب، وأمه وأم شقيقته حفصة هي زينب بنت مظعون الجمحية أخت الصحابي عثمان بن مظعون.
أسلم عبد الله بن عمر بمكة مع أبيه، ولم يكن قد بلغ الحلم يومئذ، ثم هاجر مع أبيه. وما أن هاجر إلى المدينة المنورة حتى انخرط في عقد المسلمين، وصحب النبي محمداً والتف حوله مع غيره من صحابته. ولما أمر النبي محمد ﷺ أصحابه بالخروج إلى غزوة بدر، تطوع يومها عبد الله للقتال، فردّه النبي محمد ﷺ لصغر سنه، وهو ما تكرر عندما حاول التطوع للقتال في غزوة أحد. لم يُجزه النبي محمد للقتال إلا في غزوة الخندق وكان عمره يومها خمسة عشر سنة، وقد روى مولاه نافع تلك الأحداث على لسان ابن عمر نفسه، فقال: «عرضت على النبي ﷺ يوم بدر، وأنا ابن ثلاث عشرة سنة، فلم يقبلني، وعرضت عليه يوم أحد وأنا ابن أربع عشرة سنة، فلم يقبل وعرضت عليه يوم الخندق وأنا ابن خمس عشرة سنة، فقبل». ومن يومئذ، شهد ابن عمر ما بعد غزوة الخندق من المشاهد مع النبي محمد، فشهد بيعة الشجرة، وفتح مكة، وغزوة مؤتة.

### بعد وفاة النبي محمدﷺ
بعد وفاة النبي محمد ﷺ، شارك عبد الله بن عمر في فتوح الشام والعراق وفارس ومصر وإفريقية، وشهد في تلك الفتوح معركة اليرموك وفتح نهاوند، وأذربيجان، ثم عاد فسكن المدينة المنورة، ودعاه الخليفة الثالث عثمان بن عفان ليتولى القضاء، فاعتذر. ولما حُوصِرَ عثمان وقت الفتنة، تقلد ابن عمر سيف أبيه ودافع عن عثمان يوم الدار. وبعد مقتل عثمان ورفض معاوية بن أبي سفيان مبايعة الخليفة الرابع علي بن أبي طالب، واستئثار معاوية بحكم الشام، ومطالبته بالقصاص لعثمان، جاء علي إلى ابن عمر يسأله الخروج إلى الشام أميرًا، فاعتذر ابن عمر، وخرج إلى مكة، ولم يشهد مع عليّ شيئًا من حروبه، حتى لا ينخرط في الفتنة. بل إن الفتنة لما استفحلت، أتوا ابن عمر، فقالوا: «أنت سيد الناس وابن سيدهم، والناس بك راضون، اخرج نبايعك»، فقال: «لا والله لا يهراق فيّ محجمة من دم، ولا في سببي ما كان في روح». كما كادت أن تنعقد البيعة له يوم التحكيم رغم وجود علي وسعد بن أبي وقاص، وقد عقّب الذهبي في ترجمته لابن عمر في كتابه «سير أعلام النبلاء» على ذلك بقوله: «ولو بويع يومها، لما اختلف عليه اثنان». إلا أن ابن عمر يرى أن حقن دماء المسلمين له الأولوية، فقد رُوي أنه قال: «إنما مثلنا في هذه الفتنة كمثل قوم يسيرون على جادة يعرفونها، فبينما هم كذلك، إذ غشيتهم سحابة وظلمة، فأخذ بعضهم يمينًا وشمالاً، فأخطأ الطريق، وأقمنا حيث أدركنا ذلك، حتى جلا الله ذلك عنا، فأبصرنا طريقنا الأول فعرفناه، فأخذنا فيه. إنما هؤلاء فتيان قريش يقتتلون على هذا السلطان وعلى هذه الدنيا، ما أبالي أن لا يكون لي ما يقتل عليه بعضهم بعضًا بنعلي هاتين الجرداوين»، كما قال: «لو اجتمعت عليّ الأمة إلا رجلين ما قاتلتهما».
وقد استدام ابن عمر على سياسة الحياد تلك، فكان لا يأتي أمير على المدينة وقت الفتن إلا وصلّى خلفه، وأدّى إليه زكاة ماله، سوى الحجاج بن يوسف الثقفي الذي ترك ابن عمر الصلاة خلفه لما رآه يؤخر الصلاة. ولما استقر الأمر لمعاوية، دسّ عمرو بن العاص ليعلم ما في نفس ابن عمر من أمر الخلافة، فقال عمرو: «يا أبا عبد الرحمن ما يمنعك أن تخرج فنبايعك، وأنت صاحب رسول الله ﷺ وابن أمير المؤمنين، وأنت أحق الناس بهذا الأمر؟»، فقال ابن عمر: «لو لم يبق إلا ثلاثة أعلاج بهُجر، لم يكن لي فيها حاجة». فعلم أن لا مطمع له في الخلافة، فقال عمرو: «هل لك أن تبايع لمن قد كاد الناس أن يجتمعوا عليه، ويُكتب لك من الأرضين ومن الأموال ما لا تحتاج أنت ولا ولدك إلى ما بعده؟»، فغضب ابن عمر، وقال: «أُفٍّ لك. اخرج من عندي. ثم لا تدخل عليّ. ويحك! إن ديني ليس بديناركم ولا درهمكم وإني أرجو أن أخرج من الدنيا ويدي بيضاء نقية». وقد ذكر الزُهري أن معاوية تعرّض لابن عمر يومًا في خطبة، فقال: «ومن كان أحق بهذا الأمر مني؟»، فتهيّأ ابن عمر للرد بقوله: «أحق به من ضربك وأباك على الكفر». إلا أنه تراجع خشية أن يُظن به حرصه على الخلافة. كما ذكر نافع مولى ابن عمر أن معاوية قدم إلى المدينة المنورة يومًا، وحلف على منبر المسجد النبوي ليقتلنّ ابن عمر، فتجمّع له الناس، فتراجع.
ولما بويع يزيد بن معاوية وبلغه الخبر، قال: «إن كان خيرًا رضينا، وإن كان بلاءً صبرنا». وبعد وفاة يزيد وتصدّر عبد الله بن الزبير للخلافة، لم يوافقه ابن عمر على دعواه، وكان يرى أنه بغى على بني أمية، ونكث عهدهم، وقد حاول مروان بن الحكم أن يدفعه للمطالبة بالخلافة، فقال له: «هلم يدك نبايعك، فإنك سيد العرب وابن سيدها»، فقال ابن عمر: «فكيف أصنع بأهل المشرق؟»، قال مروان: «نضربهم حتى يبايعوا»، فقال ابن عمر: «والله ما أحب أنها دانت لي سبعين سنة، وأنه قتل في سيفي رجل واحد»، فقال مروان:
ولما اجتمع الناس على عبد الملك بن مروان، كتب ابن عمر إليه يبايعه بكتاب جاء فيه: «أما بعد، فإني قد بايعت لعبد الله عبد الملك أمير المؤمنين بالسمع والطاعة على سُنّة الله وسُنّة رسوله فيما استطعت، وإن بنيّ قد أقروا بذلك». وحين تولى الحجاج الحجاز لعبد الملك، أنكر عليه ابن عمر تأخيره للصلاة، فقد روى شهر بن حوشب أن الحجاج خطب الناس وابن عمر في المسجد حتى أمسى، فناداه ابن عمر: «أيها الرجل الصلاة»، قالها ثلاثاً، ثم أنهض الناس، فنزل الحجاج فصلّى، ثم دعا به، فقال: «ما حملك على ما صنعت؟»، فقال ابن عمر: «إنما نجيء للصلاة، فإذا حَضَرَتِ الصلاة فصلِّ بالصلاة لوقتها، ثم بقبق بعد ذلك ما شئت من بقبقة». كما ردّ ابن عمر الحجاج وهو يخطب على المنبر حين قال بأن ابن الزبير حرّف كتاب الله، فقال: «كذبت كذبت كذبت. ما يستطيع ذلك ولا أنت معه»، فقال له الحجاج: «اسكُت، فإنك شيخ قد خَرِفتَ، وذهب عقلك. يُوشِكُ شيخ أن يُؤخَذَ، فتُضرب عُنقهُ، فيُجَرَّ قد انتفخت خصيتاه يطوف به صبيان أهل البقيع». يقول سعيد بن عمرو بن سعيد الأشدق الأموي أن الحجاج وَجِد في نفسه، وأمر بعض خاصته، فأخذ حربة مسمومة، وضرب بها رجل ابن عمر في موسم الحج، فمرض منها مرض موته، فأتاه الحجاج يعوده، فقال: «لو أعلم الذي أصابك، لضربت عُنقه»، فقال عبد الله: «أنت الذي أصبتني». قال: «كيف؟»، قال ابن عمر: «يوم أدخلت حرم الله السلاح». فلما خرج الحجاج، قال ابن عمر: «ما آسى من الدنيا إلا على ثلاث: ظمأ الهواجر، ومُكابدة الليل، وألا أكون قاتلت هذه الفئة الباغية التي حلت بنا».

### وفاته
كانت وفاة ابن عمر سنة 74 هـ، وقيل 73 هـ، بمكة وصلى عليه الحجاج بن يوسف الثقفي، ودفن بفخ في مقبرة المهاجرين نحو ذي طوى، وقيل دُفن بالمحصب، وقيل بسرف. وقد نعاه الذهبي، فقال: «أين مثل ابن عمر في دينه، وورعه وعلمه، وتألّهه وخوفه، من رجل تُعرض عليه الخلافة، فيأباها، والقضاء من مثل عثمان، فيرده، ونيابة الشام لعلي، فيهرب منه. فالله يجتبي إليه من يشاء ويهدي إليه من ينيب». توفي ابن عمر دون أن يوصي بوصية، وقد ترك ابن عمر من الولد أبا بكر وواقد وعبد الله وأبا عبيدة وعمر وحفصة وسودة (وهي التي زوّجها ابن عمر لعروة بن الزبير) وأمهم صفية بنت أبي عبيد بن مسعود الثقفية، وعبد الرحمن وأمه أم علقمة بنت علقمة بن ناقش المحاربية الفهرية، وسالم وعبيد الله وحمزة وزيداً وعائشة وأبا سلمة وقُلابة وبلال وأمهاتهم أمهات أولاد، وقيل إنّ أم زيد هي سهلة بنت مالك بن الشحاح من بني زيد بن جشم بن حبيب بن عمرو بن غنم بن تغلب.
أما صفته، فقد كان ابن عمر رجل ربعة، آدمًا، جسيمًا، أصلعًا. وقال سعيد بن المسيب أن عبد الله بن عمر كان أشبه ولد عمر بعمر، وأن سالم بن عبد الله، كان أشبه ولد عبد الله بعبد الله. وكان ابن عمر يحب التطيّب، فلا يذهب الجمعة أو العيد إلا وقد دهن وتطيّب. وكان لابن عمر خاتمًا نقشه «عبد الله بن عمر»، يجعله عند ابنه أبي عبيدة، فإذا أراد أن يختم أخذه، فختم به.

## روايته للحديث النبوي
- روى عن: النبي محمد وأبي بكر الصديق وأبيه عمر بن الخطاب وعثمان بن عفان وأبي ذر الغفاري ومعاذ بن جبل وعائشة بنت أبي بكر[3] ورافع بن خديج وأبي هريرة[4][31] وعلي بن أبي طالب وبلال بن رباح وصهيب بن سنان الرومي وعامر بن ربيعة وزيد بن ثابت وعمه زيد بن الخطاب وسعد بن أبي وقاص وعبد الله بن مسعود وعثمان بن طلحة وأسلم مولى عمر وأخته حفصة بنت عمر.[5] وأبي لبابة الأنصاري وأبي سعيد الخدري.[2]
- روى عنه: عبد الله بن عباس وجابر بن عبد الله بن عمرو بن حرام والأغر المزني وأبو سلمة بن عبد الرحمن بن عوف وحميد بن عبد الرحمن بن عوف ومصعب بن سعد بن أبي وقاص وسعيد بن المسيب وأسلم مولى عمر ومولاه نافع وبنوه سالم وعبد الله وحمزة[4] بلال وزيد بنو عبد الله بن عمر وابن أخيه حفص بن عاصم وعلقمة بن وقاص وأبو عبد الرحمن النهدي ومسروق بن الأجدع وجبير بن نفير وعبد الرحمن بن أبي ليلى وعبد الله بن دينار وزيد بن أسلم وأخوه خالد بن أسلم[3] وموسى بن طلحة بن عبيد الله وعروة بن الزبير وبسر بن سعيد المدني وعطاء بن أبي رباح ومجاهد بن جبر ومحمد بن سيرين والحسن البصري وصفوان بن محرز المازني[32] وآدم بن علي العجلي وإسماعيل بن عبد الرحمن بن أبي ذؤيب القرشي وأمية بن عبد الله بن خالد بن أسيد الأموي وأنس بن سيرين الأنصاري وبشر بن حرب الندبي وبشر بن عائذ وبشر بن المحتفز وبكر بن عبد الله المزني وبلال بن سعد السكوني وتميم بن عياض وثابت البناني وثابت بن عبيد وثابت بن محمد العبدي وثوير بن أبي فاختة وجبلة بن سحيم الشيباني وجبير بن أبي سليمان بن جبير بن مطعم وجميع بن عمير التيمي وحبيب بن أبي ثابت وحبيب بن أبي مليكة النهدي والحر بن الصياح وحرملة مولى أسامة بن زيد والحسن بن سهيل بن عبد الرحمن بن عوف وحسين بن الحارث الجدلي والحكم بن ميناء المدني وحكيم بن أبي حرة الأسلمي وحمران مولى العبلات وحميد بن عبد الرحمن الحميري وخالد بن كيسان وداود بن سليك السعدي وأبو صالح ذكوان السمان ورزين بن سليمان الأحمري وأبو عمر زاذان والزبير بن عربي البصري والزبير بن الوليد الشامي وأبو عقيل زهرة بن معبد وزياد بن جبير بن حية الثقفي وزياد بن صبيح الحنفي وأبو الخصيب زياد بن عبد الرحمن القرشي وزيد بن جبير الجشمي الطائي وسالم بن أبي الجعد والسائب والد عطاء بن السائب وسعد بن عبيدة وسعد مولى آل أبي بكر وسعد مولى طلحة وسعيد بن جبير وسعيد بن الحارث الأنصاري وسعيد بن حسان وسعيد بن عامر وسعيد بن عمرو الأشدق الأموي وسعيد بن مرجانة وسعيد بن وهب الثوري الهمداني وأبو الحباب سعيد بن يسار وسليمان بن أبي يحيى وسليمان بن يسار وشهر بن حوشب وصدقة بن يسار وطاووس بن كيسان والطفيل بن أبي بن كعب وطيسلة بن علي البهدلي وطيسلة بن مياس وعامر بن سعد بن أبي وقاص وعباس بن جليد الحجري وعبد الله بن بدر اليمامي وعبد الله بن بريدة وأبو الوليد عبد الله بن الحارث البصري وعبد الله بن أبي سلمة الماجشون وعبد الله بن شقيق العقيلي وعبد الله بن عبد الله بن جبر وابن أبي مليكة وابن أخيه عبد الله بن عبيد الله بن عمر وعبد الله بن عبيد بن عمير الليثي وأبو علوان عبد الله بن عصم الحنفي وعبد الله بن أبي قيس الشامي وعبد الله بن كيسان مولى أسماء وعبد الله بن مالك بن الحارث الهمداني وعبد الله بن محمد بن عقيل بن أبي طالب وعبد الله بن مرة الهمداني وعبد الله بن موهب الفلسطيني وحفيده عبد الله بن واقد بن عبد الله بن عمر وعبد الرحمن بن البيلماني ومولاه عبد الرحمن بن سعد وعبد الرحمن بن سمير وعبد الرحمن بن أبي نعم البجلي وعبد الرحمن بن هنيدة وعبد الرحمن بن يزيد الصنعاني وعبد العزيز بن قيس البصري وعبد الملك بن نافع وعبدة بن أبي لبابة وابنه عبيد الله بن عبد الله بن عمر وعبيد الله بن مقسم وعبيد بن جريج وعبيد بن حنين وعبيد بن عمير الليثي وأبو الرواع عثمان بن الحارث وعثمان بن عبد الله بن موهب وعراك بن مالك وعطية العوفي وعقبة بن حريث التغلبي وعكرمة بن خالد المخزومي وعكرمة مولى ابن عباس وعلي بن عبد الله البارقي وعمر بن عبد الرحمن المعاوي وعمرو بن دينار وأبو الحكم عمران بن الحارث السلمي وعمران بن حطان وعمران الأنصاري وعمير بن هانئ وعنبسة بن عمار وعون بن عبد الله بن عتبة والعلاء بن عرار والعلاء بن اللجلاج وعلاج بن عمرو وغطيف الهذلي والقاسم بن ربيعة بن جوش الغطفاني والقاسم بن عوف الشيباني والقاسم بن محمد بن أبي بكر وقدامة بن إبراهيم بن محمد بن حاطب الجمحي وقزعة بن يحيى وقيس بن عباد وكثير بن جمهان وكثير بن مرة وكليب بن وائل ومجاهد بن رياح ومحارب بن دثار وحفيده محمد بن زيد بن عبد الله بن عمر ومحمد بن عباد بن جعفر المخزومي ومحمد الباقر وابن شهاب الزهري ومحمد بن المنتشر ومروان بن سالم المقفع ومروان الأصفر ومسلم بن جندب وأبو المثنى مسلم بن المثنى المؤذن ومسلم بن أبي مريم ومسلم بن يناق والمطلب بن عبد الله بن حنطب المخزومي ومعاوية بن قرة المزني ومغراء العبدي ومغيث بن سمي ومغيث الحجازي والمغيرة بن سلمان ومكحول الأزدي ومنقذ بن قيس ومهاجر الشامي ومورق العجلي وموسى بن دهقان وميمون بن مهران ونابل صاحب العباء ونسير بن ذعلوق ونميلة أبو عيسى وواسع بن حبان ووبرة بن عبد الرحمن والوليد بن عبد الرحمن الجرشي وأبو مجلز لاحق بن حميد ويحنس مولى آل الزبير ويحيى بن راشد الدمشقي ويحيى بن عبد الرحمن بن حاطب ويحيى بن وثاب ويحيى بن يعمر ويحيى البكاء وأبو صخر يزيد بن أبي سمية الأيلي وأبو البزرى يزيد بن عطارد ويسار مولاه ويوسف بن ماهك وأبو غلاب يونس بن جبير وأبو أمامة التيمي وأبو البختري الطائي وأبو بردة بن أبي موسى الأشعري وأبو بكر بن حفص وأبو بكر بن سليمان بن أبي خيثمة وحفيده أبو بكر بن عبد الله بن عبد الله بن عمر وأبو تميمة الهجيمي وأبو حية الكلبي وأبو الزبير المكي وأبو سعيد بن رافع وأبو سهل وأبو السوداء وأبو الشعثاء المحاربي وأبو شيخ الهنائي وأبو الصديق الناجي وأبو طعمة وأبو العباس الشاعر وأبو عثمان النهدي وأبو العجلان المحاربي وأبو عقبة وأبو غالب وأبو الفضل وأبو المنيب الجرشي وأبو نجيح المكي وأبو نوفل بن أبي عقرب البكري وأبو الوليد البصري وأبو يعفور العبدي ورقية بنت عمرو بن سعيد[5] وعبد الرحمن بن عبد الله الغافقي وعبد الرحمن بن علقمة[2] وأبو جعفر المدني.[33]
- أحاديثه: كان ابن عمر من المكثرين في الرواية عن النبي محمد ﷺ،[3] ورغم ذلك، كان يتحرى الدقة في متن أحاديثه، فقد قال محمد الباقر: «كان ابن عمر إذا سمع من رسول الله ﷺ حديثًا لا يزيد ولا ينقص، ولم يكن أحد في ذلك مثله»،[21][34] وقد أحصى له بقي بن مخلد في مسنده 2,630 حديثًا بالمكرر، واتفق البخاري ومسلم له على 168 حديثًا، وانفرد له البخاري بـ 81 حديث، ومسلم بـ 31 حديث،[14] كما روى له الجماعة في كتبهم.[2]

## مكانته
روى سالم بن عبد الله عن أبيه قوله: «كان الرجل في حياة رسول الله ﷺ، إذا رأى رؤيا قصها على رسول الله ﷺ، فتمنيت أن أرى رؤيا أقصها على رسول الله ﷺ، وكنت غلامًا عزبًا شابًا، وكنت أنام في المسجد على عهد رسول الله ﷺ، فرأيت في المنام كأن ملكين أتياني، فذهبا بي إلى النار، فإذا هي مطوية كطيّ البئر، وإذا لها قرن كقرن البئر، فرأيت فيها ناسًا قد عرفتهم، فجعلت أقول: أعوذ بالله من النار، فلقيني ملك فقال: لن ترع، فقصصتها على حفصة، فقصتها حفصة على رسول الله ﷺ، فقال: نعم الرجل عبد الله، لو كان يصلي من الليل»، قال سالم: «فكان بعد لا ينام من الليل إلا القليل». وقال سعيد بن المسيب: «مات ابن عمر يوم مات وما في الأرض أحد أحب إلى أن ألقى الله بمثل عمله منه»، وقال أيضًا: «لو شهدت لأحد أنه من أهل الجنة لشهدت لابن عمر»، وقال: «كان ابن عمر يوم مات خير من بقي»، وقال ابن محيريز: «والله إن كنت لأعد بقاء بن عمر أمانا لأهل الأرض»، وقال أبو سلمة بن عبد الرحمن: «مات ابن عمر وهو في الفضل مثل أبيه». وحين سئل أبو سلمة بن عبد الرحمن عبد الرحمن بن أبي ليلى: «أعمر كان أفضل عندكم أم ابنه؟»، أجاب: «بل عمر»، ثم أردف قائلاً: «إن عمر كان في زمان له فيه نظراء، وإن ابن عمر بقي في زمان ليس له فيه نظير»، وقال كل من طاووس وميمون بن مهران عنه: «ما رأيت أورع من ابن عمر»، وقال محمد بن الحنفية: «كان ابن عمر خير هذه الأمة»،

## فقهه
قال الزُهريّ: «لا نعدل برأي ابن عمر فإنه أقام بعد رسول الله ﷺ ستين سنة، فلم يخف عليه شيء من أمره ولا من أمر الصحابة»، وقال مالك بن أنس: «بلغ ابن عمر ستا وثمانين سنة، وافى في الإسلام ستين سنة تقدم عليه وفود الناس»، وقال أيضًا: «كان إمام الناس عندنا بعد زيد بن ثابت عبد الله بن عمر، مكث ستين سنة يفتي الناس»، وقد قال ابن حزم في كتابه «الإحكام في أصول الأحكام»: «المكثرون من الصحابة رضي الله عنهم فيما روي عنهم من الفتيا، عمر وابنه عبد الله، علي، عائشة، ابن مسعود، ابن عباس، زيد بن ثابت، فهم سبعة فقط يمكن أن يجمع من فتيا كل واحد منهم سفر ضخم».
كان ابن عمر شديد الحذر والحرص في الفُتيا، فقد روى نافع أنه في موسم الحج كان ابن عمر وابن عباس يجلسان لإفتاء الناس، فكان ابن عباس يجيب ويفتي في كل ما سُئل عنه، وكان ابن عمر يرد أكثر مما يفتي. أما عن منهجه في الفتيا، فقد كان ابن عمر يستمد أحكامه من القرآن، فإن لم يجد رجع إلى السُنّة، فإن لم يجد فاجتهادات كبار الصحابة إن اتفقوا، وإلا فإنه كان يتخير من بينها ما يراه حقًا، ثم بعد ذلك كله يأخذ بقياس النظير. كما كان ابن عمر في فقهه شديد التأثر بفقه أبيه، وهو ما يستدل عليه من رواية زيد بن أسلم عن أبيه حين قال: «ما ناقة أضلت فصيلها في فلاة من الأرض بأطلب لأثره من ابن عمر لعمر بن الخطاب رضي الله تعالى عنهما». إلا أنه رغم هذا الاتباع لمنهج أبيه، كان له استقلاليته عن هذا المنهج متى رأى الصواب في مخالفته الرأي.

## عبادته
قال نافع: «كان ابن عمر إذا قرأ: ﴿أَلَمْ يَأْنِ لِلَّذِينَ آمَنُوا أَنْ تَخْشَعَ قُلُوبُهُمْ لِذِكْرِ اللَّهِ وَمَا نَزَلَ مِنَ الْحَقِّ وَلَا يَكُونُوا كَالَّذِينَ أُوتُوا الْكِتَابَ مِنْ قَبْلُ فَطَالَ عَلَيْهِمُ الْأَمَدُ فَقَسَتْ قُلُوبُهُمْ وَكَثِيرٌ مِنْهُمْ فَاسِقُونَ ۝١٦﴾ [الحديد:16] بكى حتى يغلبه البكاء»، وحين سُئل نافع عما كان يصنع ابن عمر في منزله؟ قال: «لا تطيقونه الوضوء لكل صلاة، والمصحف فيما بينهما». وكان ابن عمر كثير الصدقة، فقد رُوي أنه أتاه بضع وعشرون ألفًا في مجلسه، فما قام حتى وزّعها، وروى نافع أن ابن عمر فرّق في مجلس ثلاثين ألفًا، ثم أتي عليه شهر ما أكل لحمًا. وأن الخليفة الأموي معاوية بن أبي سفيان بعث إليه بمائة ألف، فما انقضى العام حتى نفدت جميعها. وكان ابن عمر يشتري الرقيق، ثم يعتقهم، وكان إذا رأى من رقيقه أمراً يُعجبه أعتقه، فعرف رقيقه ذلك منه، فكانوا يحسنون العمل أمامه، فيعتقهم. فعاتبه أصحابه قائلين: «والله يا أبا عبد الرحمن ما هم إلا يخدعونك». فيقول: «من خدعنا بالله انخدعنا له»، وقال ابنه سالم أن ابن عمر ما لعن خادمًا قط إلا واحدًا، فأعتقه. وقد ذكر مولاه نافع أن ابن عمر أعتق ألف إنسان أو يزيد. وقال طاووس بن كيسان: «ما رأيت مصليًا مثل ابن عمر أشد استقبالاً للقبلة بوجهه وكفيه وقدميه»، وكان حريصًا على أن يبدأ الناس بالسلام.
كما كان ابن عمر يتتبع آثار النبي محمد ﷺ وأوامره وأحواله ويهتم بها، فقالت عائشة بنت أبي بكر: «ما كان أحد يتبع آثار النبي ﷺ في منازله، كما كان يتبعه ابن عمر»، وروى مولاه نافع أن ابن عمر كان يتبع آثار النبي محمد ﷺ في كل مكان صلى فيه، حتى إن النبي محمد ﷺ نزل تحت شجرة، فكان ابن عمر يتعاهد تلك الشجرة فيصب في أصلها الماء لكيلا تيبس. وروى نافع عن ابن عمر، قوله أن النبي محمد قال يومًا: «لو تركنا هذا الباب للنساء»، فذكر نافع أن ابن عمر لم يدخل من ذلك الباب حتى مات. فكان الذي يرى حرصه على تتبع آثار النبي محمد ﷺ، يظن أن به شيئًا من الجنون. وكان إذا قَدِمَ من سفر بدأ بزيارة قبر النبي محمد ﷺ وأبي بكر وأبيه عمر قبل أن يتوجه إلى منزله، ويقول: «السلام عليك يا رسول الله. السلام عليك يا أبا بكر. السلام عليك يا أبتاه».
وكان كذلك من أحرص الناس على الابتعاد عن الشهوات، فقد قال عبد الله بن مسعود: «إن من أملك شباب قريش لنفسه عن الدنيا عبد الله بن عمر»، وقال جابر بن عبد الله: «ما منا أحد أدرك الدنيا إلا مالت به ومال بها إلا عبد الله بن عمر»، وقالت عائشة بنت أبي بكر: «ما رأيت أحدًا ألزم للأمر الأول من ابن عمر»، وكان ابن عمر يحضر مجالس عبيد بن عمير الليثي الواعظ القاص، فتهراق عيناه بالدمع.